# 司马殷
司马殷（？—275年11月7日），河内郡温县（今河南省温县）人，安平献王司马孚之孙，安平贞世子司马邕第四子，司马崇、司马隆、司马承、司马敦的兄弟。267年，司马殷的八叔常山孝王司马衡去世，没有儿子，以司马殷为嗣继承常山王。咸宁元年十月乙酉（275年11月7日），司马殷去世。